# Vincenzo Bolmida
Vincenzo Bolmida (Torino, 30 luglio 1807 – Torino, 7 agosto 1876) è stato un imprenditore italiano nominato senatore del Regno d'Italia.

## Biografia
Vincenzo Bolmida nacque nel 1807, il fratello si chiamava Luigi Bolmida. Vincenzo e Luigi Bolmida erano i figli del barone Giuseppe Bolmida.
Il padre di Vincenzo e di Luigi, Giuseppe Bolmida, lasciò la filanda ai suoi due figli e la società cambiò la denominazione sociale in Fratelli Bolmida e C.  Da importatori del prodotto finito, i due nuovi titolari decisero di attivare un filatoio.
Luigi Bolmida inaugurò con il fratello Vincenzo il più antico filatoio tessile per la seta.
Lo stabilimento di filatura tessile fu impiantato per la prima volta nel 1835 in Val Chisone e Germanasca, e precisamente a Perosa Argentina a nord di Torino, nella regione Piemonte dove furono costruiti una filanda, una carderia meccanica e un laboratorio con macchinari di nuova concezione, molto all'avanguardia per quei tempi. La sua fondazione avvenne già nel 1833.
La storica fabbrica tessile si trova a Perosa Argentina, in Piemonte, ai piedi del monte Monginevro appartenente alla catena delle Alpi dell'Alta Savoia, un paese montano che porta alla stazione sciistica Sestrière, nel "delfinato" francese, al confine con la Francia.
L'idea d'importare la meno costosa materia prima, il baco da seta, abbassò di gran lunga il prezzo del prodotto finito, ma il successo dell'impresa, coronato da ottimi fatturati portò Vincenzo Bolmida ad una maggiore gestione espansiva, ma dispendiosa tuttavia, sia per l'acquisto dei macchinari sia per l'assunzione di un gran numero ed esubero di operai.
Nel 1841 e dopo soli sei anni, la fabbrica perosina si trovò ad affrontare una grave crisi di liquidità, aggravata dal calo commerciale del mercato della seta.
Dopo l'unità d'Italia, avvenuta nel 1861, la vecchia filanda tessile di Perosa, nel 1865, fu ceduta definitivamente
Vincenzo Bolmida, industriale piemontese morì nel 1876, il fratello Luigi Bolmida, industriale banchiere era già morto vent'anni prima, nel 1856.